# Gehyra girloorloo
Gehyra girloorloo (кімберлійська карстова дтелла) — вид геконоподібних ящірок родини геконових (Gekkonidae). Ендемік Австралії. Описаний у 2016 році.

## Поширення і екологія
Кімберлійські карстові дтелли мешкають в горах Вунаамін-Мілівунді на північному заході регіону Кімберлі в Західній Австралії. Вони живуть серед вапнякових скель, трапляються на невеликих деревах і кущах.